# Station Hyllerslev
Station Hyllerslev is een spoorweghalte in Hyllerslev in de gemeente Varde in Denemarken. De halte ligt aan de spoorlijn Varde - Tarm tussen de stations Boulevarden en Janderup. De halte wordt  bediend door de treinen van Esbjerg naar Nørre Nebel. Treinen stoppen alleen op verzoek.